# Philautus kerangae
Philautus kerangae är en groddjursart som beskrevs av Dring 1987. Philautus kerangae ingår i släktet Philautus och familjen trädgrodor. IUCN kategoriserar arten globalt som starkt hotad. Inga underarter finns listade i Catalogue of Life.